# قائمة الرياضات المائية

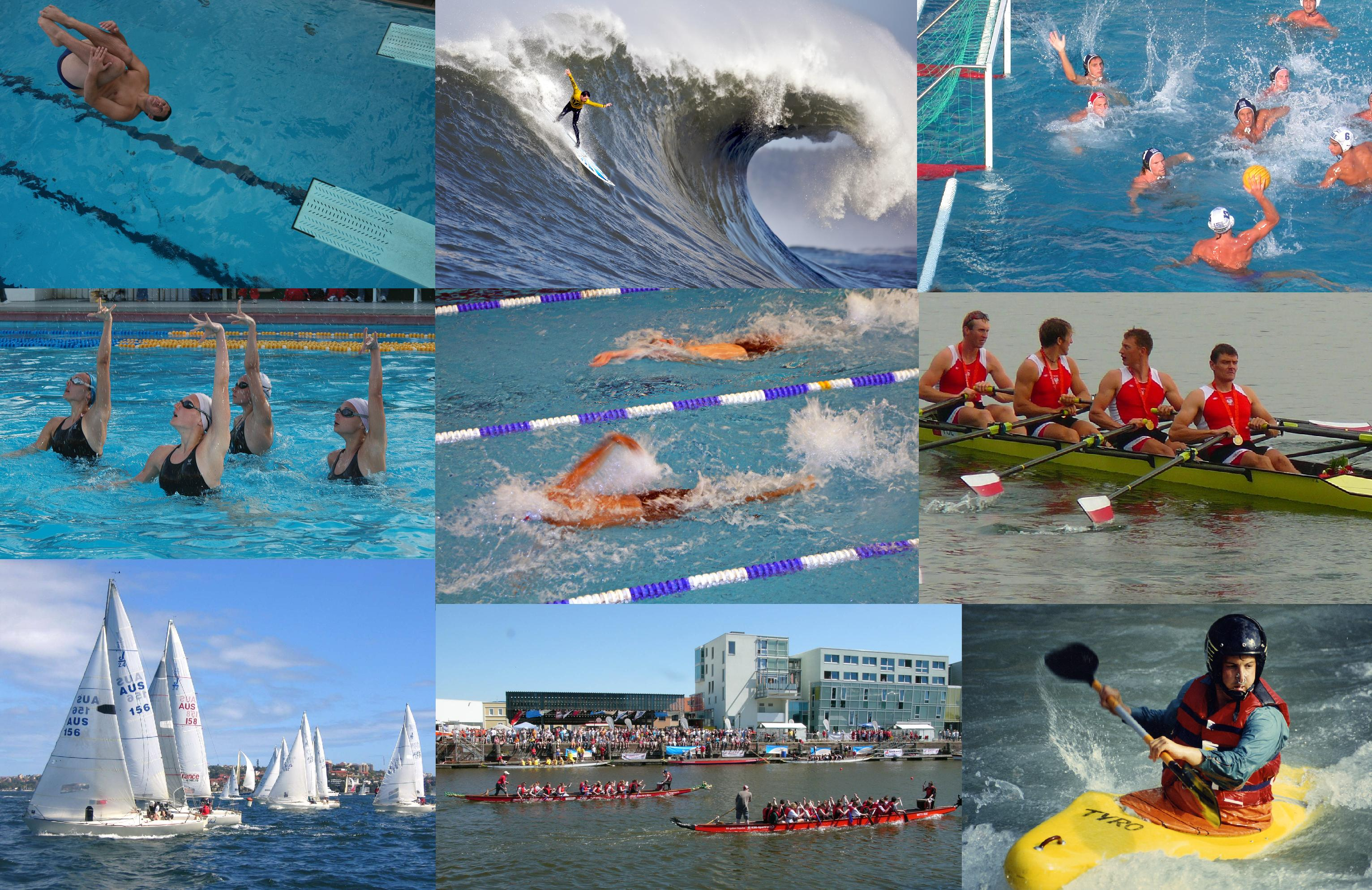
مجموعة متنوعة من الرياضات المائية. من أعلى اليسار: الغوص، ركوب الأمواج، كرة الماء، السباحة الإيقاعية، السباحة، التجديف، سباق اليخوت، سباق قوارب التنين، التجديف

الرياضات المائية (Water sports or aquatic sports) هي أنشطة رياضية تقام على المسطحات المائية، ويمكن تصنيفها حسب درجة انغماس المشاركين، فهناك رياضات فوق الماء وأخرى في الماء وثالثة تحت الماء.

## فوق الماء
- سباق القوارب Boat racing، استخدام الزوارق السريعة للمشاركة في السباقات
- القوارب Boating، استخدام القوارب للاستجمام الشخصي
- التزلج على الكابلات Cable skiing، على غرار الصعود إلى الطائرة ولكن مع كابلات للمناورة الاصطناعية
- كرة الكانوي يجمع بين مهارات القوارب والتعامل مع الكرة مع لعبة فريق الاتصال، حيث التكتيكات واللعب الموضعي لا تقل أهمية عن سرعة ولياقة الرياضيين الفرديين.
- التجديف (لعبة الكنو) هو النشاط الذي ينطوي على التجديف باستخدام زورق ومجداف واحد. غالبًا ما تُمارس في الوقت الحاضر كجزء من الرياضة أو النشاط الترفيهي.
- سباق قوارب التنين، يتكون الفريق من 20 مُجدِّفا وتتسابق الفرق باستخدام قوارب التنين القديمة
- صيد السمك، يمكن أن تكون للترفيه أو مسابقة رياضية لصيد الأسماك
- التزلج الطائر، يُستخدم جهاز الطيران المائي، الذي يوفر الدفع لدفع لوح التزلج في الهواء لأداء رياضة تعرف باسم الطيران المائي.
- التزلج على الماء، تُستخدم مركبة مائية ترفيهية يجلس عليها الراكب أو يقف عليها، بدلا من الجلوس بداخلها، كما هو الحال في القارب.
- التجديف (كاياك) Kayaking، تُستخدم قوارب الكاياك للتنقل عبر الماء
- كيتبوتينج Kiteboating، تُستخدم طائرة ورقية مصدرًا للطاقة لدفع القارب
- نيبواردينغ Kneeboarding، رياضة مائية حيث يجثو المشارك على لوح عائم ومحدب غالبا خلف زورق آلي.
- التجديف Paddleboarding، حيث يستخدم الشخص لوح تزلج كبير ومجداف لركوب الأمواج على المياه المسطحة أو الأمواج
- التزلج الهوائي Parasailing، حيث يُسحب الشخص خلف مركبة (عادة قارب) أثناء ربطه بـ باراشوت
- بيسيجين Picigin، لعبة كرة كرواتية تقليدية يجري لعبها على الشاطئ. وهي رياضة للهواة، تلعب في المياه الضحلة، وتتكون من لاعبين يمنعون كرة صغيرة من لمس الماء.
- التجديف النهري، أنشطة ترفيهية في الهواء الطلق تستخدم طوفا قابلا للنفخ للتنقل في نهر أو أي ممر مائي آخر
- الرحلات النهرية River trekking، مزيج من الرحلات والتسلق وأحيانا السباحة على طول النهر
- التجديف (رياضة) Rowing، رياضة تتضمن دفع قارب سباق على الماء باستخدام المجاديف
- الملاحة الشراعية، ممارسة الإبحار في مركبة تعمل بالأشرعة على الماء أو الجليد أو الأرض
- الجلوس هدروفيلينغ Sit-down hydrofoiling يستخدم اللاعب أداة للتحليق والتزلج فوق الماء.
- التزلج Skimboarding، رياضة يستخدم فيها الناس لوحا خشبيا للانزلاق بسرعة على الماء.
- تخطي الحجر Stone skipping، رياضة يتنافس فيها الناس على عدد المرات والطول الذي يمكنهم تخطي حجر على سطح الماء.
- ركوب الأمواج Surfing، رياضة يستخدم فيها الفرد لوحا للوقوف والركوب على الموجة.
- التزلج على الماء Wakeboarding، رياضة يجري فيها توصيل الفرد بلوحة عبر روابط ثم يحمل مقبضا ويُسحب عبر الماء أثناء الركوب بشكل جانبي.
- الاستيقاظ Wakeskating، رياضة يقف فيها اللاعب على لوح ويُجر عبر الماء لأداء مناورات مماثلة لتلك التي تظهر في التزلج على الألواح.
- ركوب الأمواج Wakesurfing.
- التزلج على الماء Water skiing، رياضة يمسك فيها الفرد بحبل ومقبض أثناء جره عبر الماء أثناء ركوب واحدة أو اثنتين من الزلاجات المائية.
- التجدف النهري السريع White water rafting، تجديف وسط تيارات نهرية سريعة
- ركوب الأمواج شراعيًا Windsurfing، رياضة مائية مدفوعة بالرياح وهي مزيج من الملاحة الشراعية وركوب الأمواج.
- ويند-فويلنج Windfoiling، البديل المائي لركوب الأمواج. يستخدم القارب المحلق الذي يرفع اللوح فوق الماء.
- وينج-فويلنج Wing foiling، رياضة يحمل فيها الفرد جناحا خفيف الوزن على لوح ركوب الأمواج.
- اليخوت، استخدام القوارب الترفيهية التي تسمى اليخوت، من أجل السباق أو الترفيه

## في الماء
- الركض المائي Aquajogging هو أسلوب للتدريب وإعادة التأهيل باستخدام التدريب على المقاومة منخفضة التأثير. وهو طريقة للتدريب دون التأثير على المفاصل. يرتدي المشاركون جهاز تعويم ويتحركون بحركة جارية في الطرف العميق لحوض السباحة.
- السباحة الفنية أو المتزامنة، يقوم فريق من السباحين بأداء حركات متزامنة في الماء، مصحوبة بالموسيقى.
- الغوص، رياضة القفز من منط أو منصات إلى الماء
- السباحة بالزعانف هي رياضة تشبه السباحة التقليدية باستخدام الزعانف وغيرها من الأجهزة المحددة
- الخماسي الحديث، رياضة تجمع بين 5 لعبات هي المبارزة، والرماية بالمسدس، والسباحة، وقفز الحواجز على ظهور الخيل، والعدو الريفي.
- سباحة الإنقاذ Rescue swimming، هي السباحة لإنقاذ السباحين الآخرين
- السباحة، بما في ذلك السباحة في حوض السباحة والسباحة في المياه المفتوحة
- الغوص المتزامن Synchronized diving، يشكل غواصان فريقًا ويقومان بالغوص في وقت واحد. بغطسات متطابقة.
- السباق الثلاثي Triathlon، وهو حدث متعدد الرياضات يتضمن إكمال ثلاثة أحداث متسلسلة، وعادةً ما تكون مزيجًا من السباحة وركوب الدراجات والجري
- التمارين الرياضية المائية Water aerobicsهي ممارسة للتمارين الرياضية في الماء.
- كرة السلة المائية، تمزج بين قواعد كرة السلة وكرة الماء، وتلعب في حوض السباحة. يجب على الفرق المكونة من خمسة لاعبين تسديد الكرة على المرمى خلال فترة زمنية محددة بعد الاستحواذ على الكرة.
- كرة الماء هي رياضة يلعب فيها فريقان في الماء بالكرة.
- الكرة الطائرة المائية

## تحت الماء

### الغوص الترفيهي
- الغوص في الكهف Cave diving
- الغوص العميق Deep diving
- الغوص الحر
- الغوص في الجليد Ice diving
- غوص حورية البحر Mermaiding
- صيد الأسماك بالرمح
- علم الآثار تحت الماء، وخاصة الأنشطة التي تنطوي على الغوص في حطام السفن
- التصوير الفوتوغرافي تحت الماء، بما في ذلك التصوير بالفيديو تحت الماء، يجري تنظيم العديد من المسابقات في جميع أنحاء العالم كل عام له. لقد أحدثت الكاميرات الرقمية ثورة في كيفية مشاركة العديد من الغواصين.
- التصوير بالفيديو تحت الماء

### الرياضات تحت الماء
- المصارعة تحت الماء Aquathlon
- سباحة الزعانف، وتمارس بعض الفعاليات تحت الماء بشكل كامل
- الغوص الحر
- الغطس Snorkeling هو ممارسة السباحة على السطح (عادةً سطح البحر) مزودًا بقناع وزعانف وأنبوب قصير snorkel.
- صيد الأسماك بالرمح
- رياضة الغوص (رياضة)
- كرة القدم تحت الماء
- الهوكي تحت الماء هي لعبة تُلعب تحت الماء ولها بعض أوجه التشابه مع لعبة الهوكي. يستخدم فريقان من اللاعبين عصيًا خشبية قصيرة منحنية لتحريك قرص ثقيل عبر قاع الحوض إلى مرمى الخصم.
- هوكي الجليد تحت الماء
- التوجيه تحت الماء Underwater orienteering
- التصوير تحت الماء (رياضة)
- لعبة الرجبي تحت الماء هي لعبة تُلعب تحت الماء ولها بعض أوجه التشابه مع كرة الرجبي. يحاول فريقان تسجيل الأهداف عن طريق إرسال كرة تطفو بشكل سلبي إلى مرمى الخصم الموضوعة في قاع حوض السباحة.
- إطلاق النار على الهدف تحت الماء